# Gramais
Gramais ist eine Gemeinde mit 43 Einwohnern (Stand 1. Jänner 2025) im Bezirk Reutte in Tirol (Österreich). Die Gemeinde liegt im Gerichtsbezirk Reutte. Sie ist die nach Einwohnerzahl kleinste Gemeinde Österreichs.

## Geographie
Gramais umfasst den mittleren Bereich des Otterbach-Tales, eines Seitentales des Lechtals, das bei Häselgehr abzweigt. Der tiefste Punkt der Gemeinde im Norden liegt 1170 Meter über dem Meer. Nach Osten und nach Westen steigen die Berge bis auf 2700 Meter an. Zum hinteren Gemeindegebiet gehören außerdem der Kogel- und der Roßkarsee. Die südliche Grenze bildet nicht die Gebirgskette, sondern eine Steilstufe vom Otterbach und seinen Nebenbächen.
Die Gemeinde hat eine Fläche von 32 Quadratkilometer. Davon sind drei Prozent landwirtschaftliche Nutzfläche, 44 Prozent sind bewaldet, 13 Prozent Almen und 38 Prozent hochalpines Gebiet.

### Gemeindegliederung
Die Gemeinde besteht aus drei Ortsteilen – dem Dorf Gramais (das aus den Teilen Dörfl und Gschwendt besteht) und dem Weiler Riefen. Daneben gibt es noch die Einzellagen Bergwachthütte, Gampenhütte und Zirmebenhütte.

### Nachbargemeinden
| Häselgehr |                                             |           |
| Bach      | Kompassrose, die auf Nachbargemeinden zeigt |           |
|           | Zams (LA)                                   | Imst (IM) |

## Geschichte
Der Name Gramais leitet sich von lateinisch graminosa ‚grasreich‘ oder rätoromanisch grumoso ‚grasreiche Gegend‘ ab. Die Besiedlungstätigkeit erfolgte im 13. Jahrhundert vom Imster Raum aus. Zuerst nur als Weidefläche genutzt, entwickelte sich hier eine Dauersiedlung.
Gramais wurde 1350 in einem Urbar der Herren von Starkenberg erstmals urkundlich erwähnt. 1427 war es bereits eine aus 19 Höfen bestehende eigenständige Wirtschaftsgemeinde des Gerichtes Imst. Im Jahr 1629 wird der Ort eine Steuergemeinde. Auch pfarrlich gehörte Gramais zu Imst, erhielt aber wegen seiner abgeschiedenen Lage schon 1690 einen Kaplan. In dieser Zeit wurde eine Kapelle errichtet, die dem hl. Johannes geweiht war. Sie wurde 1750 vergrößert und in den Jahren 1824 bis 1832 neu gebaut. 1891 wurde sie zur Pfarrkirche erhoben. Im Jahr 1938 wurde Gramais dem Bezirk Reutte zugeordnet. In Gramais bestand zwischen 1830 und 2009 (mit Unterbrechung von 1985 bis 1997) eine eigene Volksschule.

### Bevölkerungsentwicklung
EinwohnerJahr4050607080901001860189019201950198020102040EinwohnerEinwohnerentwicklung von Gramais

## Kultur und Sehenswürdigkeiten

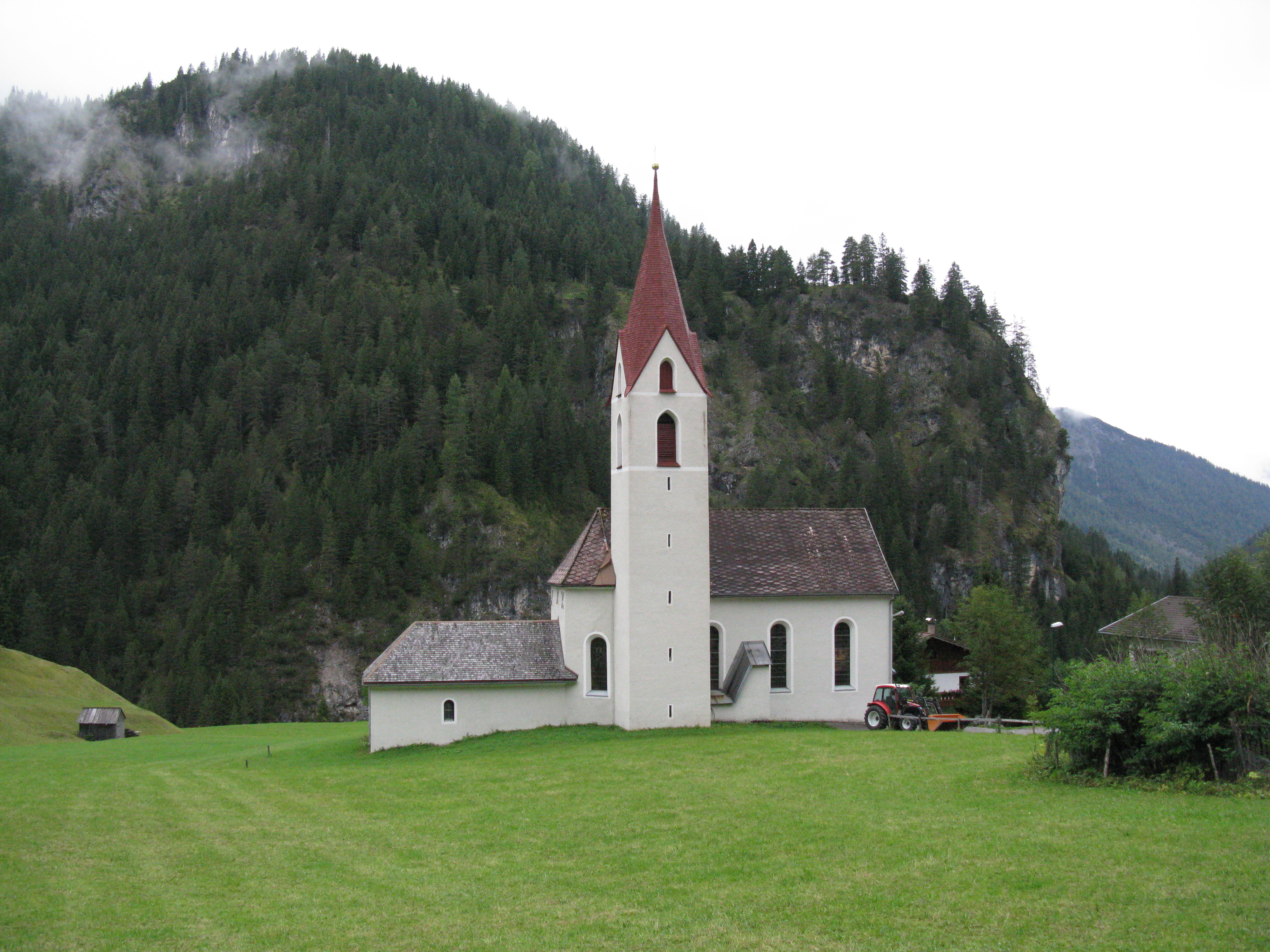
Pfarrkirche Gramais

- Katholische Pfarrkirche Gramais hl. Johannes der Täufer
- Gramaiser Heimatmuseum: Das kleine Museum zeigt Werkzeuge und Geräte aus dem bäuerlichen Leben und dokumentiert die geschichtliche Entwicklung der kleinen Gemeinde.[5]

## Wirtschaft und Infrastruktur
Die größten Produktionen sind das Gastgewerbe und die Landwirtschaft. Die Landwirtschaft in Gramais ist bergbäuerlich geprägt. Der Ort ist Ausgangspunkt von Wanderungen und Bergtouren in den Lechtaler Alpen.
Gramais hat nach einer Veröffentlichung aus dem Jahr 2020 mit 28.124 € die zweithöchste Pro-Kopf-Verschuldung aller Gemeinden in Tirol. Die Finanzlage hat sich allerdings in den letzten Jahren etwas gebessert und Gramais ist seit 2019 nicht mehr die höchstverschuldete Gemeinde.

## Politik

### Gemeinderat
Nachdem sich keine Liste für die Gemeinderats- und Bürgermeisterwahlen 2016 gefunden hatte, blieb die alte Liste von 2010 im Amt.
| Partei               | 2022 | 2022    | 2022    | 2016 | 2016    | 2016    | 2010 | 2010    | 2010    | 2004 | 2004    | 2004    |
| Partei               | %    | Stimmen | Mandate | %    | Stimmen | Mandate | %    | Stimmen | Mandate | %    | Stimmen | Mandate |
| -------------------- | ---- | ------- | ------- | ---- | ------- | ------- | ---- | ------- | ------- | ---- | ------- | ------- |
| Gramaiser Liste (GL) | 100  | 35      | 9       |      |         |         | 100  | 39      | 9       | 100  | 34      | 9       |

### Bürgermeister
- bis 2000 Werner Friedle[12]
- 2002–2022 Michael Fasser[13]
- ab 2022 Stefanie Krabacher[14]

### Wappen
Der aufspringende Stier über dem roten Grund deutet auf die Beweidung und Besiedlung des Gramaiser Tals von Imst her hin.